# پاتریشا مدینا
پاتریشا مدینا (انگلیسی: Patricia Medina؛ ۱۹ ژوئیهٔ ۱۹۱۹ – ۲۸ آوریل ۲۰۱۲) هنرپیشه اهل بریتانیا بود. وی بین سال‌های ۱۹۳۷ تا ۱۹۷۸ میلادی فعالیت می‌کرد. از فیلم‌هایی که وی در آن نقش داشته است، می‌توان به آقای آرکادین اشاره کرد.